# Konrad van Saksen
Konrad van Saksen, Konrad Holtnicker, Konrad Holzinger, Konrad van Braunschweig (Duits: Konrad von Sachsen, Konrad von Braunschweig; Latijn: Conradus Saxo, Conradus a Saxonia, Conradus de Brunopoli), (Braunschweig, geboortejaar onbekend – Bologna, 30 mei 1279) was een Duitse theoloog en franciscaner monnik. Konrad studeerde waarschijnlijk in Parijs en was lector in Hildesheim, waar hij jonge broeders onderwees in het schrijven van preken. Hij was vanaf 1247 tot 1262 bestuurder (minister provinciaal) van de provincie Saksen van de Orde der Franciscanen (Minderbroeders). Hij bekleedde deze functie voor een tweede keer vanaf 1272 tot aan zijn overlijden in 1279 in Bologna op weg naar Assisi. Zijn bekendste werken zijn de Sermones, het Speculum Beatae Mariae Virginis (B. Mariae Virginis) en de ‘Versus Holtnickeri’.

## Werk
De Sermones (preken) vormen het grootste deel van Konrads werk. Er zijn in totaal  ca. 700 preken van zijn hand bekend. Deze zijn waarschijnlijk tussen 1262 en 1272 geschreven en in veel handschriften bewaard gebleven. Het zijn geen volledig uitgeschreven preken, maar conceptteksten die andere geestelijken konden gebruiken als basis voor hun eigen preken.
Het Speculum B. Mariae Virginis werd in dezelfde periode als de Sermones geschreven (1262–1272). De inhoud bestaat uit een interpretatie van het Weesgegroet en een theologische doordenking van het geloof in Maria. De tekst werd lange tijd als een belangrijk werk beschouwd en er zijn ca. 250 handschriften van bekend. Het Collegium S. Bonaventurae Quaracchi publiceerde in 1904 een kritische uitgave van het Speculum B. Mariae Virginis. In Nederland is de tekst bewaard gebleven in Handschrift 370 van Universiteitsbibliotheek Utrecht.
De ‘Versus Holtnickeri’ zijn de versregels waarmee veel handschriften met preken van Konrad beginnen. Zij vormen een inleiding op de preken. Deze versregels zijn mogelijk niet door de kopiist, maar door Konrad zelf geschreven.

## Invloed
Het werk van Konrad was met name in de Duitstalige landen wijdverbreid en had grote invloed op de Middelhoogduitse literatuur. Veel preken van anderen zijn op zijn werk gebaseerd. Na de Middeleeuwen nam Konrads bekendheid af en is zijn werk vaak ten onrechte aan de Italiaanse theoloog Bonaventura toegeschreven.